# Aquarium du Lac du Bourget
L'Aquarium du Lac du Bourget, connu également sous le nom d'Aquarium d'Aix-les-Bains, est un ancien aquarium public situé en bordure du lac du Bourget, au Petit Port, à Aix-les-Bains dans le département de la Savoie.
Cet aquarium thématique était essentiellement centré sur les espèces aquatiques du lac du Bourget et de ses environs. On y retrouvait 40 espèces de poissons d'eau douce. Par ailleurs, le bâtiment a fait l'objet d'une labellisation « Patrimoine du XXe siècle » depuis mars 2003.
L'aquarium ferme définitivement le 31 août 2017 pour être remplacé notamment par un restaurant et un « centre d’interprétation du lac du Bourget ». Des problèmes financiers mais également de vétusté (normes) ont été soulevés. La fréquentation du site était également en recul depuis plusieurs années.

## Organisation et partenariats
La Communauté d'Agglomération du Lac du Bourget (CALB) est propriétaire du bâtiment et a confié la délégation de service public de l’aquarium à Icade Eurogem pour une durée de 5 ans.
L'Aquarium du Lac du Bourget a de nombreux partenaires qui interviennent à ses côtés dans de nombreux domaines. On peut citer, notamment, le Comité Intersyndical pour l’Assainissement du Lac du Bourget (CISALB), le centre de pêche, le Conservatoire Rhône-Alpes des Espaces Naturels (CREN), les bateaux du lac, l’Office de tourisme d’Aix les Bains et enfin l'école de Poisy de par sa filière aquaculture et aquariologie. L'Aquarium utilise une politique tarifaire à destination du plus grand nombre, en proposant différentes réductions grâce à des partenariats locaux, mais aussi sait innover en utilisant les moyens modernes de communication comme dans le cadre de son partenariat avec le site internet Consofacile.com.

## Activités
L'Aquarium du Lac du Bourget permet la conservation des espèces locales telles que les truites, les ombles chevaliers, les carpes, etc. Cet établissement est surtout spécialisé dans les poissons d'eau douce. L'aquarium du lac du Bourget permet non seulement d'aider à la conservation de la faune locale mais également d'effectuer un travail de prévention et d'éducation lors des visites.

## Équipement

### Accès visiteur
Cet aquarium propose au public des bornes interactives ainsi qu'un bassin tactile qui permet une approche pédagogique et globale de l'environnement lacustre. Ce bassin offre la possibilité pour tout un chacun, de toucher des espèces vivantes de poissons telles que la Carpe et l'esturgeon… On peut également observer des vitrines d'oiseaux naturalisés. Enfin, l'établissement dispose d'une boutique et d'une cafétéria avec vue panoramique sur le lac du Bourget.

### Accès réservé
L'aquarium relaie le programme européen Life an partenariat avec le C.R.E.N. Ainsi l'établissement dispose d'une écloserie. Cela lui permet de sauvegarder des espèces en voie de disparition telle que l'Apron qui est un poisson autochtone du bassin du Rhône.

## Faune aquatique

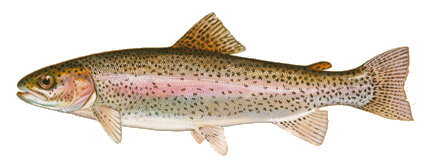
Truite Arc-en-ciel, une des espèces présente à l'aquarium

### Poissons
L'aquarium permet la découverte de 40 espèces de poissons d'eau douce.
Liste non exhaustive des espèces présentes : on y trouve, entre autres, apron du Rhône, brochet, carpe, lavaret, blennie, anguille, silure, truite, esturgeon …

### Écrevisses
L'aquarium possède quatre espèces d'écrevisses des cours d'eau français.

## Faune non aquatique
L'aquarium propose au public deux vitrines d'oiseaux naturalisés. On y trouve une trentaine de spécimens parmi lesquels se distingue les hivernants et les nicheurs.